# Panství

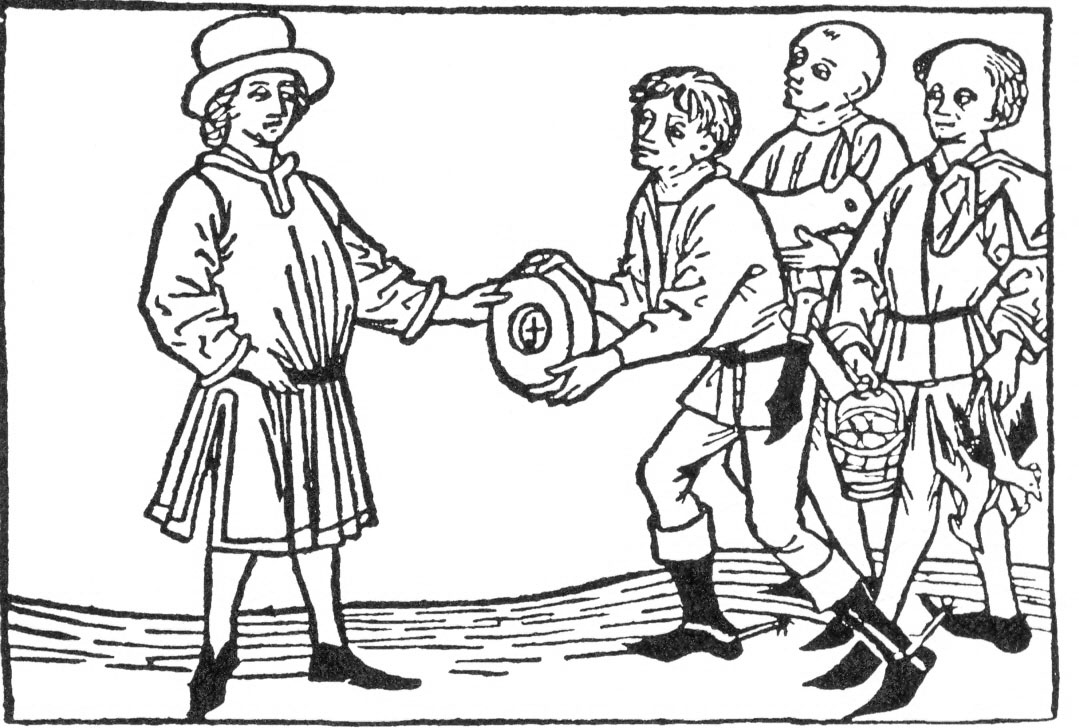
Sedláci odevzdávají daně pánovi. Dřevoryt z 15. století

Panství (německy Herrschaft, latinsky dominium) je historický termín, který označuje formu vlády na konkrétním území spadajícího pod patrimoniální správu jednoho feudálního vlastníka (pána) šlechtického původu (rodu). Jednalo o více či méně samostatné správní jednotky, pro které se někdy užívá také označení baronie.
V obecném smyslu termín panství celkově označuje soubor soukromého (rodového) majetku, jejž tvořily reprezentační či hospodářské stavby, města, vesnice, polnosti, lesy a vodohospodářských staveb apod., včetně poddaných, hospodařících na a[ujasnit] služebnictva.

## Povinnosti pána
Každý vlastník panství měl také povinnosti podle zásady „loajalita a poslušnost výměnou za ochranu a obranu“. To vlastníkovi ukládalo povinnost poskytnout závislým osobám základní ekonomické zabezpečení a podporu v případě nemoci, neúrody nebo katastrof, ochranu před verbováním žoldáky pro cizí vojska a také zajistit pohřeb členů poddaných rodin. Jeho povinností bylo rovněž zajistit náboženský smír, urovnávat spory a v případě potřeby svolat rozhodčí soud, který měl narušitele míru a rebely odsoudit k smrti.
Pán byl zpravidla nadán patronátním právem, tzn. měl pravomoc určovat náboženskou orientaci na svém panství, volit duchovenstvo i nařídit změnu vyznání. Páni pro své kostely často pořizovali ostatky světců, které byly vystaveny v relikviářích a hlídaly rodové hrobky správce panství.
Duchovní panství, tj. panství náboženských institucí nebo jednotlivých klášterů vznikala většinou z donací světských pánů, kteří chtěli na svém panství podporovat vzdělání a duchovní rozvoj, ale také dosáhnout společenské prestiže. Co se týká sociálního chování a práv podřízenosti světskému systému, církevní panství se obvykle nelišila od světských.

## Panství v Rakouském císařství
Rakouské císařství bylo feudální absolutistickou monarchií, v níž moc do roku 1848 patřila aristokracii, šlechtě. Šlechtici na svých panstvích měli všechny pravomoci, postupně však o některé přicházeli ve prospěch Habsburků a jejich centralizujícího se císařství. Habsburkové postupně státní správu reformovali, zavedli v Čechách kraje (řízené šlechtici, hejtmany), došlo k pozvolným změnám v soudnictví, berní správě. Panství však zůstávala. V roce 1848 bylo v Čechách 1421 samosprávných panství, statků a míst.
Po zrušení nevolnictví a v důsledku revolučních událostí roku 1848 došlo v Rakouském císařství k radikálním změnám státní správy. Byla zrušena panství šlechty a během roku 1850 ustanoveny nové kraje, politické a soudní okresy.